# Willy Gommeren
Willy Gommeren (Essen, 4 augustus 1949 – Brasschaat, 28 augustus 2020) was een Belgisch volleyballer. 

## Levensloop
Gommeren groeide op in een gezin met drie kinderen. Zijn vader was slachter / veekoopman. Na zijn humaniora aan het college ging hij studeren aan de Bisschoppelijke Normaalschool te Sint-Niklaas, alwaar hij afstudeerde als leerkracht. Deze job heeft hij nooit feitelijk uitgevoerd. Eerst werkte hij een jaar bij de zeevaartpolitie en later op de verzekeringsafdeling van stouwerij Pays en vervolgens Hessennatie (natie). In 2007 ging hij aldaar op pensioen.
In 1965 was hij medestichter van DOSKO Essen, wat stond voor ‘Door Ordelijk Spel Komt de Overwinning, waarvan hij ondervoorzitter werd. De thuismatchen van deze club - die actief was in het Katholiek Sportverbond - vonden aanvankelijk plaats  te Merksem. Samen met twee andere DOSKO-spelers nam hij vier jaar later deel aan de FICEP-kampioenschappen te Spanje. In 1966 werd Gommeren actief bij NORMA - de schoolploeg van de eerdergenoemde Sint-Niklase normaalschool - waarmee hij in mei 1968 het Belgisch scholenkampioenschap won. Toen NORMA als reserveploeg van Rapid Sint-Niklaas werd ingeschakeld duurde het niet lang alvorens hij doorstroomde naar de eerste ploeg. Tevens werd hij in 1968 voor het eerst geselecteerd voor de nationale juniorenploeg.
In 1969 maakte hij op verzoek van John Goddaert de overstap naar Brabo Antwerpen. Met deze club speelde hij eenmaal de Europabeker I (1969). Hoewel de club werd uitgeschakeld in de 1/8e-finale tegen Ruini Firenze, hield Gommeren aan deze Europese campagne de bijnaam Il Martello del Belgio over, bedacht door toenmalig sportjournalist Wilfried Meert. Vanaf seizoen 1973-'74 trad Gommeren aan voor Orawi Dordrecht, waardoor hij de eerste Belgische volleyballer was die in buitenlandse loondiest speelde. Met Orawi werd hij dat seizoen derde in de Nederlandse competitie en in seizoen 1974-'75 wonnen ze de Beker van Nederland. Het seizoen daarop nam hij hierdoor deel aan het Europees Bekertornooi, waarbij ze konden doorstootte naar de finaleronde te Bratislava in het toenmalige Tsjechoslowakije. Alwaar ze strandde op een 4e plek. In 1978 volgde vervolgens een transfer naar Brevok Breda. Na afloop van zijn eerste seizoen bij de Noord-Brabantse club degradeerde Brevoc, maar in het seizoen 1979-'80 speelde de club kampioen in deze divisie en werd er opnieuw gepromoveerd. De daaropvolgende jaren waren Gommeren en Brevok een vaste waarde in de Nederlandse eredivisie. Na 7 jaar (1985) sloot hij er zijn spelerscarrière af op 36-jarige leeftijd. Vervolgens werd hij actief als sportcommentator voor de BRT en was hij betrokken bij de oprichting van Volleybal Magazine.
Daarnaast speelde hij 215 interlands (gedurende 11 jaar, waarvan de laatst 5 jaar als kapitein) voor het Belgisch nationaal volleybalteam, waarmee hij deelnam aan verschillende Europese en wereldkampioenschappen. Hij debuteerde in de nationale ploeg in 1969, waarmee hij datzelfde jaar West-Europees kampioen werd in het Finse Helsinki. In totaal zou hij dit kampioenschap met de nationale ploeg vijfmaal winnen en werd hij er verschillende malen uitgeroepen tot beste speler. Op 5 december 1979 vond zijn afscheidsmatch - een vriendschappelijke match tegen Zuid-Korea - plaats in de Olympiahal te Antwerpen-Zuid. Hij ontving het het ere-diploma van het Belgisch Olympisch Comité, alsook de Volley Award in 1992, voor zijn verdienste in het Belgisch volleybal.
Gommeren had de ziekte van Parkinson, op het einde van zijn leven verbleef hij hierdoor in woonzorgcentrum Sint-Michaël te Essen. Hij overleed op 71-jarige leeftijd in het AZ Klina te Brasschaat. Zijn uitvaartplechtigheid vond plaats in de Sint-Vincentius a Paulokerk te Horendonk. In Essen werd er in augustus 2021 beslist een plein naar hem te vernoemen, met name het 'Willy Gommerenplein'. De inhuldiging volgde in september 2021.
Hij was de schoonbroer van kunsthistoricus Pieter Andriessen.